# Jan P. Syse
Jan P. Syse (Nøtterøy, 1930. november 25. – 1997. szeptember 17.) norvég jogász, konzervatív politikus, Norvégia korábbi miniszterelnöke.

## Pályafutása
A vestfold megyei Nøtterøyben született. Apja, Peter Syse szájsebész és helyi politikus volt. Jan P. Syse 1949-ben érettségizett, és 1957-ben szerzett jogi diplomát. Diákként különböző hallgatói szervezetekben játszott aktív szerepet. tanulmányai elvégzése után a Wilh. Wilhelmsen hajózási társaságnál dolgozott jogászként és vezetőként, valamint a cég hírlevelének szerkesztőjeként.
1957-től a Konzervatív Párt országos tanácsának tagja volt. 1963-ban Oslo városi tanácsának tagjává választották, ahol két cikluson keresztül szolgált. 1965-ben helyettes képviselőként, majd 1969-ben teljes jogú képviselőként a Storting tagja lett.
1970-1971-ben az igazságügyi minisztérium államtitkára volt. 1983-1985 között az ipari miniszteri posztot töltötte be. 1989-1990 között Norvégia miniszterelnöke volt. Haláláig összesen több mint 25 évig volt a norvég parlament képviselője.

## Családja
Feleségével, Else Walstaddal két gyermekük született: Henrik Syse filozófus és Christian Syse diplomata.

## Fordítás
- Ez a szócikk részben vagy egészben a Jan P. Syse című angol Wikipédia-szócikk ezen változatának fordításán alapul.  Az eredeti cikk szerkesztőit annak laptörténete sorolja fel. Ez a jelzés csupán a megfogalmazás eredetét és a szerzői jogokat jelzi, nem szolgál a cikkben szereplő információk forrásmegjelöléseként.